# Hyōgo prefektur
Hyōgo prefektur (兵庫県 Hyōgo-ken) är belägen i Kansai(Kinki)-regionen på ön Honshu i Japan. Residensstaden är Kobe.

## Administrativ indelning
Prefekturen var år 2016 indelad i 29 städer (-shi) och tolv kommuner (-chō).
Kommunerna grupperas i åtta distrikt (-gun). Distrikten har ingen administrativ funktion utan fungerar i huvudsak som postadressområden.
Kobe har speciell status som signifikant stad (seirei shitei toshi).
Städer:
- Aioi, Akashi, Akō, Amagasaki, Asago, Ashiya, Awaji, Himeji, Itami, Kakogawa, Kasai, Katō, Kawanishi, Kobe, Miki, Minamiawaji, Nishinomiya, Nishiwaki, Ono, Sanda, Shisō, Sumoto, Takarazuka, Takasago, Tamba, Tamba-Sasayama, Tatsuno, Toyooka, Yabu

Distrikt och kommuner:
| - Akō distrikt - Kamigōri - Ibo distrikt - Taishi - Kako distrikt - Harima - Inami | - Kanzaki distrikt - Fukusaki - Ichikawa - Kamikawa - Kawabe distrikt - Inagawa | - Mikata distrikt - Kami - Shinonsen - Sayō distrikt - Sayō - Taka distrikt - Taka |